# Epiespiral

Una epiespiral con ecuación r(θ)=2sec(2θ)

Ejemplo de epiespiral: la trisectriz de Maclaurin de ecuación

La epiespiral es una curva plana con ecuación polar
{\displaystyle \ r=a\sec {n\theta }}.
Posee n sectores si n es impar y 2n sectores si n es par.
Es el resultado de la inversión polar o circular de la curva denominada rosa polar.

## Historia
Dado que la función secante es la inversa de la función coseno. una epiespiral es un curva plana cuya ecuación polar también puede expresarse de la forma:
{\displaystyle \rho ={\frac {a}{\cos(w\theta +\phi )}}} ou {\displaystyle \rho ={\frac {a}{\sin(w\theta +\phi )}}.}
Por isometría, se puede reducir su estudio a curvas con ecuaciones polares del tipo:
{\displaystyle \rho ={\frac {a}{\sin(w\theta )}}}
excluyendo el caso donde ω = 1, que corresponde a una línea recta.
Estas curvas fueron mencionadas en primer lugar por Roger Cotes en 1722, cuando estudió movimientos de fuerza central inversamente proporcionales al cubo de la distancia. Las epiespirales son de hecho casos especiales de las espirales de Cotes.
Por otro lado, el matemático italiano Paolo Deslanges ya había estudiado en 1783 las curvas con ecuaciones del tipo:
{\displaystyle \rho ={\frac {a}{\cos(\theta /n)}}}
que han pasado a ser conocidas como sectrices de Deslanges.
La denominación de epiespirales fue acuñada por  M. Aubry, quien las presentó en el “Journal of Special Mathematics” de 1895.

## Propiedades geométricas

Epiespiral de ecuación con sus tres ramas

Se denomina (dα) a la recta que pasa por el origen O y forma un ángulo α con el eje polar.
La curva de ecuación polar {\displaystyle \rho ={\frac {a}{\sin(w\theta )}}} tiene varias ramas, todas ellas imágenes por rotación respecto al centro O de una rama principal correspondiente a θ entre 0 y π/ω.
De hecho, la parte de la curva correspondiente a θ entre -π/ω y 0 es la imagen de la rama principal por simetría respecto al eje {\displaystyle (d_{\frac {\pi }{2}})}. La rama principal también tiene un eje de simetría {\displaystyle (d_{\frac {\pi }{2\omega }})}. La segunda rama es, por tanto, la imagen de la rama principal por el compuesto de estas dos simetrías, es decir por un ángulo de rotación {\displaystyle {\frac {\pi }{\omega }}-\pi }.
Las otras ramas son imágenes de la rama principal mediante un ángulo de rotación {\displaystyle k\left({\frac {\pi }{\omega }}-\pi \right)} donde k es un número entero.
La rama principal tiene dos asíntotas que son simétricas con respecto a la recta {\displaystyle (d_{\frac {\pi }{2\omega }})}, una de las cuales, con una ecuación polar {\displaystyle \rho ={\frac {a}{w\sin \theta }}}, es paralela al eje polar y a una distancia a/ω respecto a este. Las dos asíntotas forman un ángulo entre ellas de π/ω y se cruzan en el eje {\displaystyle (d_{\frac {\pi }{2\omega }})} en un punto de coordenadas polares {\displaystyle \left({\frac {a}{w\sin(\pi /2\omega )}};\pi /2\omega \right)}. El punto de la rama más cercano al origen se encuentra en el eje de simetría y en la circunferencia de radio a.
El número de ramas es infinito si ω es irracional. La curva es entonces trascendente. Si ω es racional, el número de ramas es finito y la curva es algebraica. Si ω =n/d con n y d primos entre sí, el número de ramas diferentes es n si n y d son impares, y es 2n si n o d son pares.
| d=1 |
| d=2 |
| d=3 |
| d=4 |

La tangente al punto de coordenadas polares {\displaystyle (\rho _{0};\theta _{0})} tiene la ecuación:
{\displaystyle {\frac {a}{\rho }}=\sin(\omega \theta _{0})\cos(\theta -\theta _{0})-\omega \cos(\omega \theta _{0})\sin(\theta -\theta _{0})}
El radio de curvatura en este punto es:
{\displaystyle R=\rho _{0}{\frac {(1+\omega ^{2}\tan ^{2}\omega \theta _{0})^{\frac {3}{2}}}{1-\ omega^{2}}}}
La abscisa curvilínea viene dada por:
{\displaystyle {\frac {\mathrm {d} s}{\mathrm {d} \theta }}={\frac {a}{\sin ^{2}\omega \theta }}{\sqrt {\omega ^{2}\cos ^{2}\omega \theta +\sin ^{2}\omega \theta }}}
y la rectificación de la curva involucra integrales elípticas de primera y segunda especie.

## Relación con otras curvas
Una epiespiral de parámetros a y ω es la imagen de la rosa polar de ecuación {\displaystyle \rho =a\sin(\omega \theta )} según la inversión con origen en O y radio a.
Si ω es racional, como cualquier curva algebraica, la epiespiral se puede dibujar usando un sistema articulado. M. Aubry presentó, por analogía con el sistema articulado que permite construir rosas polares, un sistema articulado que permite construir las epiespirales de ecuaciones {\displaystyle \rho \sin \left({\frac {\theta }{2n}}\right)=1} y {\displaystyle \rho \sin \left({\frac {\theta }{2n+1}}\right)=1} utilizando n figuras en forma de T articuladas, con la T pivotando alrededor de O, y la primera deslizándose sobre el eje Ox en el caso 2n y deslizándose sobre la recta de la ecuación y=1 en el caso 2n+1.
|  |  |

También señaló que las epiespirales se transforman en epiespirales por conductoevolución: la conductoevolución de una curva de ecuación polar {\displaystyle \rho =F(\theta )} es la curva que se obtiene al proyectar la primera sobre un cono circular con un eje que pasa por el polo y es perpendicular plano que contiene la curva, y luego desarrollando la superficie del cono. La curva resultante tiene entonces la ecuación {\displaystyle \rho =kF(k\theta )} con {\displaystyle k={\frac {1}{\sin \alpha }}} donde α es el ángulo formado por la directriz y el eje del cono. En particular, para ω mayor que 1, la epiespiral puede verse como la conductoevolución de una línea recta. Por el contrario, para ω<1, la epiespiral puede verse como la proyección de una geodésica de un cono de revolución de ángulo en el vértice arcoseno de ω.
Una epiespiral es también el lugar geométrico de los puntos de intersección entre una línea recta que pasa por O y una tangente a un círculo con centro en O, una línea recta y una tangente que giran alrededor de O según ángulos de relación constante.

Los puntos de intersección de estas dos líneas rectas, una que pasa por O girando a una velocidad v y la otra tangente al círculo unitario y girando a una velocidad v/3, trazan la epiespiral de ecuación ρ sin(θ(1-1/3))=1